# Рудольф Челлен
Рудо́льф Че́ллен (швед. Johan Rudolf Kjellén, Шведською: [ɕɛlleːn], 1864–1922) — юрист та державознавець, шведський вчений, що ввів у науку поняття «геополітика». Челлен — професор історії та політичних наук Гетеборзького (1901—1916) і Уппсальского (1916—1922) університетів. Він вивчав системи управління з метою виявлення шляхів створення сильної держави. Крім того, він брав активну участь у політиці, був членом парламенту.

## Біографія
Рудольф Челлен народився в провінції Скараборг (Швеція) у сім'ї священика. Після закінчення школи вивчав юриспруденцію в Уппсальському університеті (1878—1888), там же захистив докторську дисертацію у 1890. Пізніше викладав у Гетеборгському (1901—1916) і Уппсальському (1916—1922) університетах. Спеціалізувався на дослідженні систем державного управління, для чого йому знадобилися великі знання не тільки державознавчих дисциплін, а й історії, політичної географії, політології.
Познайомившись з працями Ратцеля, Челлен на все життя став його пристрасним шанувальником, він розвивав його геополітичні ідеї, ввів термін «геополітика», визначивши її як вчення про державу — географічний організм, втілений в просторі. Втім, на відміну від свого вчителя, Челлен вважав геополітику не самостійною науковою дисципліною, а лише складовою частиною соціально-політичних наук.

## Поняття «геополітика»
Рудольф Челлен ввів поняття «геополітика». На думку вченого, геополітика це наука про державу, як про географічний організм, що втілений у просторі. Ці погляди викладені у його основних роботах: «Введення в географію Швеції» (1900) і «Держава як форма життя» (1916), де вперше згадується поняття геополітики та містяться, по суті, всі принципові положення геополітики. Як і Ратцель, він вважав, що на основі всебічного вивчення конкретної держави можуть бути виведені деякі найзагальніші принципи і закони, які підходять для всіх держав і для всіх часів. Одним з них є сила держави. Держави підносяться, тому що вони сильні. Челлен вважає, що сила — більш важливий фактор для підтримки існування держави, ніж закон, оскільки сам закон може підтримуватися тільки силою.

## Основні політичні погляди
За своїми політичними поглядами Челлен був консерватором і германофілом. Він вважав, що майбутнє Швеції і всіх німецьких народів може бути забезпечене тільки в тісному союзі з єдиною потужною (у тому числі у військовому відношенні) Німеччиною, домінуючою вЦентральній Європі, що володіє численними колоніями, тобто джерелами сировини і ринками збуту, що займає разом із союзниками (в тому числі і зі Швецією) гідне місце серед світових держав. Будучи обраним до парламенту Швеції, Челлен здійснював саме таку консервативну, великодержавну, мілітаристську і колоніальну політичну програму, яка не сприймалася в той час негативно і знаходила чимало прихильників.
У книзі «Великі держави» (1910) Челлен стверджував, що малі країни в силу свого географічного положення притягуються великими державами, залучаються в загальну економічну діяльність, утворюючи політичні та господарські «комплекси». Якщо такі «комплекси», як Британська, Російська імперії і США склалися вже в XVIII-XIX ст., то завданням Німеччини та німецьких країн у XX ст. стає зміцнення єдиного ринку, побудова політико-економічного «комплексу» в континентальній Європі — Німецько-нордичного союзу. Формуванню цього «комплексу», або союзу, «юних» націй протистоять, за Челленом, «старі» нації Європи — англійці і французи.
В іншій своїй книзі «Держава як форма життя» (1916), що стала найбільш відомою його роботою, Челлен досліджував найрізноманітніші аспекти життя держави, які в кінцевому рахунку, він звів до п'яти:
- географічний простір,
- народ,
- господарство,
- суспільство,
- управління.

Ці форми, або елементи, існують у нерозривній єдності і утворюють єдиний організм — держава. Відповідно до складових елементів держави вчений виділив основні розділи політичної науки:
1. Геополітика — географічні фактори існування і розвитку держави;
2. Демополітика — держава з точки зору її народонаселення;
3. Екополітика — держава як економічна сила;
4. Соціополітика — соціальний аспект держави;
5. Кратополітика — форми правління.

Боротьба за простір обумовлює підпорядкування господарського життя держави закону автаркії або рівноваги: виробництво у державі не повинне бути суто аграрним чи суто індустріальним, бо у випадку 1-ї з крайнощів держава буде потребувати мирних стосунків з іншими державами, а держава, яка потребує миру не здатна вести війну за нові джерела сировини і ринки збуту. Така держава не зможе у разі необхідності існувати сама по собі за зачиненими дверима.
Після 1-ї Світової війни він висловив тезу про 3 географічні фактори, які відіграватимуть вирішальну роль в глобальній геополітиці:
- розширення;
- територіальна монолітність;
- свобода пересування.

Челлен розумів державу як інтегруючу сутність, що включає в себе територію, населення, економічне, соціальне та політичне життя суспільства. Але держава, за Челленом, не випадковий «конгломерат різних сторін людського життя», а жива істота, біологічне утворення, яке розвивається за біологічними законами самозбереження, зростання, прагнення до домінування. Якщо слабкі держави притягуються, включаються у політичне та економічне життя сильних, більш життєздатних держав, то більш потужні і живучі постійно розширюють свій життєвий простір. Для цього у них є три шляхи: колонізація, злиття, завоювання. Держави, щоб бути сильними і життєздатними, повинні бути розвинені і в аграрному, і в індустріальному відношенні, тобто бути самодостатніми, щоб у разі необхідності (війни, агресії) забезпечити себе всім необхідним. На відміну від Ратцеля, який моделював державу як нижчий організм, подібний водоростям, Челлен уподібнює державу людині, оскільки вона відчуває і є мислячою істотою. Держави, аналогічно людям (і тваринам), підкоряються законам боротьби за існування і природного відбору. Подібно організмам, вони народжуються і ростуть, досягають найвищої сили, старіють і вмирають. Держави — це не тільки форми життя, що займають своє місце у життєвому ряду, вони найбільш важливі та істотні («імпозантні») форми життя.
Як і в живій природі, великі, життєздатні держави зростають за рахунок малих, слабких, не пристосованих до виживання геополітичних утворень. Вони захоплюють їх території, розростаючись, розширюють свої кордони, поки нарешті не поглинають сусідні малі країни. Такою, на думку Челлена, була політична історія всіх імперій. У сучасній історії (тобто на початку XX ст.) Найбільш життєздатними і швидкорослими державами були Німеччина і Японія. Такий хід подій Челлен вважав «природною необхідністю», яка проявляється об'єктивно, незалежно від волі людей. Політичні керівники держав мають можливість лише «прокласти шлях» цієї природної необхідності.
Незважаючи на невелику популярність у рідній Швеції, ідеї Челлена знайшли своїх прихильників серед німецьких консерваторів і соціал-дарвіністів. На них спиралися у своїх творах європейські та американські геополітики.